# 이반키우
이반키우(우크라이나어: Іванків uk)는 우크라이나 키이우주 비시호로드군에 있는 농촌 정착지이다. 테테리우강 좌안에 위치한다. 이반키우는 우크라이나의 흐로마다 중 하나인 이반키우 정착 흐로마다의 행정부를 관할한다. 2022년 인구는 9,993 (2022 estimate).명이다. 2001년 인구는 10,563명이었다.

## 역사
15세기 중반, 현대 이반키우 주변 지역은 "젬랴 트루디니우스카"(트루디니우스카 땅)라고 불렸다. 이 지역은 키이우 보야르 올레냐 유흐노비치의 소유였다. 1524년에 폴란드 국왕 지그문트 1세는 이 땅을 키이우 시민 티시코 프로스쿠라에게 주었다. 1589년에 이반 프로스쿠라가 이 땅의 소유자가 되었다. 이 도시는 1589년에 설립되었고 이반 프로스쿠라의 이름을 따서 명명되었다. 처음에는 "이바니우"와 "이바니우카"라고 불렸지만 나중에 "이반키우"로 변경되었다.
17세기 초, 크림 타타르인들이 폴레시아에 4차례 군사 작전을 펼쳤고, 그 결과 이반키우의 많은 사람들이 살해되거나 포로로 잡혀 노예로 팔렸다.
1645년 5월 30일, 대왕관 헤트만 스타니스와프 코니에츠폴스키의 군대가 당시 올리자르 볼츠키에비치의 소유였던 이반키우를 공격했다.
2020년 7월 18일까지 이반키우는 이반키우군의 행정 중심지 역할을 했다. 그 날, 우크라이나의 행정 개혁의 일환으로 해당 군이 폐지되어 키이우주의 군 수가 7개로 줄어들었다. 이반키우군의 영역은 비시호로드군으로 합병되었다.
이반키우 역사 및 지역사 박물관은 2022년 러시아의 우크라이나 침공 중에 파괴된 것으로 알려졌으며, 이로 인해 예술가 마리야 프리마첸코의 작품 20여 점이 손실되었다. 이 정착지는 러시아군이 키이우로 진격하는 데 있어 증원 병력의 지상 기지로 사용되었다. 영국방송공사는 현지 주민들의 말을 인용하여 점령한 러시아군이 대피를 허용하지 않았고, 정착지를 떠나려 하는 누구에게나 발포했다고 보도했다. 2022년 4월 1일, 제10산악강습여단의 제109대대에 소속된 우크라이나군이 이반키우의 통제권을 되찾았다.
2024년 1월 26일까지 이반키우는 도시형 정착지로 지정되었다. 이 날 새로운 법이 발효되어 이 지위가 폐지되고 이반키우는 농촌 정착지가 되었다.

## 지리
이반키우는 군의 남부 지역 중앙에 위치하며 키이우와 프리피야티 사이에 있다. 체르노빌 원자력 발전소에서 남쪽으로 42 mi (68 km) 떨어져 있으며, 출입 통제 구역 입구는 북쪽으로 20 mi (32 km) 떨어진 디티아티키에 있다. 이반키우는 다른 도시들에 비해 체르노빌 원자력 발전소 사고의 영향을 덜 받았다.

## 이반키우 출신 인물
- 페트로 프리마첸코, 우크라이나 예술가, 군인

## 같이 보기
- 체르노빌 (도시)
- 체르노빌 출입 통제 구역